# Paratalanta griseicinctalis
Paratalanta griseicinctalis là một loài bướm đêm trong họ Crambidae.